# Verde más alla
«Verde más alla» es una canción de la banda multicultural de México Jenny and the Mexicats, incluida para su álbum debut de estudio del mismo nombre. Fue lanzada a principios del mes de junio del año 2013 como el sencillo debut de dicho álbum por su discográfica independiente Mexicats Records.

## Vídeo musical
El videoclip fue dirigido por Pepe Vásquez y filmado en Los Ángeles, California. En dicho vídeo se muestra a la agrupación visitando toda la ciudad y estando en la playa con mucha gente explorando y disfrutando del ambiente y el clima.

## Lista de canciones

### Descarga digital[8]
| Verde más alla — Single |                  |          |  |
| N.º                     | Título           | Duración |  |
| 1.                      | «Verde más alla» | 3:31     |  |